# 庙山渚
31°27′27″N 120°12′50″E / 31.45759°N 120.21386°E
庙山渚，一说庙山咀，位于中华人民共和国江苏省无锡市滨湖区的突出山丘，是滨湖区与太湖的交接点之一。

## 特点
庙山渚是“太湖十二渚”之一，在庙山渚上可看到太湖绝佳处鼋头渚。2005年后，当地政府将太湖十二渚中的庙山渚、羊歧渚、杜景渚、白旄渚、良河渚、康山渚合并开发规划，形成太湖生态度假区。